# Parco nazionale El Leoncito
Il parco nazionale del Leoncito è un parco nazionale dell'Argentina che si trova nella provincia di San Juan.